# Турбіна Ніка Георгіївна
Ніка Георгіївна Турбіна (17 грудня 1974, Ялта, Кримська область, Українська РСР — 11 травня 2002, Москва, Росія) — українська російськомовна, згодом російська поетеса, яка в 9 років прославилася власною поезією на весь СРСР.

## Життєпис
Народилася у творчій сім'ї. В дитинстві хворіла на астму і, за свідченнями рідних, практично не могла спати. В чотирирічному віці почала придумувати вірші, які записували її мати й бабуся. Її поетичний талант зацікавив поета Євгена Євтушенка, який увів дівчинку в поетичні кола Москви. Завдяки його підтримці Ніка поїхала на поетичний фестиваль до Венеції й здобула там головний приз — «Золотого лева». У цей час вийшла її перша поетична збірка «Черновик». 1989 року знялася у фільмі режисера Шахмалієвої «Це було біля моря».
В 16 років познайомилася з 76-річним швейцарським професором-психіатром, стала його цивільною дружиною і поїхала жити до Швейцарії, згодом повернулася до Росії. Почала навчання у ВГІКу в майстерні Армена Джигарханяна, потім — в інституті культури, але покинула його. Знімалася в «Плейбої», спробувала запустити телепроєкт про самовбивць-невдах.
Вживала алкоголь. Кілька разів намагалася покінчити життя самогубством; остання спроба 11 травня 2002 року закінчилася її смертю. Водночас є свідчення, що вона загинула випадково. Похована на Ваганьківському кладовищі.

## Твори
- Збірка рос. «Черновик»
- Збірка рос. «Ступеньки вверх, ступеньки вниз…»